# Théâtre du Nouveau Monde

Logo actuel

Le Théâtre du Nouveau Monde (TNM) est un théâtre fondé en 1951 à Montréal. Il jouit d’un statut national le classant parmi les institutions culturelles de langue française les plus importantes en Amérique du Nord. La grande qualité artistique et l’envergure de ses productions ont fait du TNM un lieu de référence de la culture théâtrale au Québec. Théâtre de tous les classiques, ceux d’hier et de demain, le TNM est situé en plein cœur du Quartier des spectacles. 
Désirant promouvoir l’ouverture et la liberté artistique, ce théâtre s’est depuis toujours donné comme mission de révéler de nouveaux talents, d’ouvrir des voies théâtrales inédites, tout en visant un large public, sans oublier de diffuser les œuvres majeures du  répertoire classique national et international. De Molière à Koltès, de Shakespeare à Michel Tremblay, en passant par Euripide, Racine, Goldoni, Pirandello, Claudel, Tchekhov, Kafka, Brecht, Beckett, Botho Strauss, les classiques, de l’Antiquité au XXIe siècle, et les grandes œuvres québécoises y font l’objet de relectures inspirées, ancrées dans la réalité d’aujourd’hui.

## Histoire

### Des débuts retentissants
La compagnie du Théâtre du Nouveau Monde est née à Montréal en 1951 dans l’effervescence culturelle qui a succédé à la Seconde Guerre mondiale et ouvert la voie à la Révolution tranquille, laquelle devait permettre au Québec d’accéder à la modernité. Elle a été fondée par un petit groupe d’hommes de théâtre :  Jean Gascon et Jean-Louis Roux (qui avaient débuté dans les Compagnons de Saint-Laurent, une troupe de théâtre dirigée par le père Émile Legault), Guy Hoffmann, Georges Groulx, Robert Gadouas, André Gascon et Éloi de Grandmont. On doit le nom du théâtre à ce dernier. Jean-Louis Roux a ainsi déclaré : « Je ne connais pas exactement les motivations d’Éloi, mais pour nous cela représentait un défi et c’était le constat d’une réalité : nous étions dans le nouveau monde. » Les fondateurs du TNM rêvaient d’une grande compagnie ayant pour mission de produire et de diffuser les œuvres majeures du répertoire classique et contemporain. Pour ce groupe, un tel projet s’inscrivait naturellement dans l’éveil culturel du Québec qui commençait à s’affranchir du joug de la religion catholique. La visite au Québec de la compagnie de Louis Jouvet, au début de l’année 1951, s’est également révélée une importante source d’inspiration pour leur projet. 
Le mardi 9 octobre 1951, à 21 h, le rideau se lève sur la première production du TNM : L’Avare de Molière,  dans une mise en scène de Jean Gascon, cofondateur et premier directeur artistique de la compagnie. Celui-ci tient également le rôle d’Harpagon. La pièce connaît un succès retentissant, aussi bien à Montréal qu’à Québec ou à Ottawa. Durant les quinze années passées à la barre du TNM, Jean Gascon propose un répertoire très éclectique, qui va de Paul Claudel à Henry de Montherlant en passant par Sacha Guitry. Mais c’est surtout par ses relectures de Molière dans les années 50 que Gascon s’illustre : la dimension physique de l’interprétation, qui caractérise ses mises en scène des Trois farces et du Malade imaginaire, marquera l’histoire de l’interprétation moliéresque au Québec.
Plusieurs autres succès marquent les jeunes saisons du TNM, parmi lesquels Richard II de Shakespeare et Le Dindon de Feydeau, La Danse de mort de Strindberg, L’Opéra de Quat’sous et Mère Courage et ses enfants de Brecht.
En 1958, le TNM déménage à l'Orpheum, il y restera jusqu'à 1967, année de son déménagement à la salle de Port-Royal, actuelle salle Jean-Duceppe de la Place des Arts. En mars 1972, sous la direction artistique de Jean-Louis Roux, le TNM fait l’acquisition du théâtre de la Comédie Canadienne, situé au 84 rue Sainte-Catherine Ouest. Il y déménage dès l’automne de la même année et lui donne le nom de Théâtre du Nouveau Monde.
Le fonds d’archives Fonds du Théâtre du Nouveau Monde est conservé au centre d’archives de Montréal de Bibliothèque et Archives nationales du Québec.

### Une première école professionnelle de théâtre au Québec et au Canada
Le Théâtre du Nouveau Monde ouvre son école d'art dramatique le 10 février 1952, bien avant celle du Conservatoire d'art dramatique de Montréal (1954) et celle de l'École nationale de théâtre du Canada (1960). Jean Dalmain et Jean Gascon prendront la direction de l'école. Dalmain se voit confier l'enseignement de l'interprétation. Jean-Louis Roux enseigne la littérature dramatique et l'histoire du théâtre. Guy Hoffmann enseigne le mime et l'improvisation. La comédienne Lucie de Vienne Blanc donne des cours de respiration et de pose de voix.
Le mandat de l'école est de former suffisamment de comédiens pour pouvoir fonder une troupe.
La fermeture de l'école a lieu en mai 1956.

### La troupe itinérante: Les Jeunes Comédiens
En 1966, à la demande du Conseil des arts du Canada, le Théâtre du Nouveau Monde produit les spectacles et organise les tournées d'une troupe née des finissants de l'École nationale de théâtre du Canada. La troupe Jeunes Comédiens du TNM compte dans ses rangs des comédiennes et comédiens qui marqueront plus tard le théâtre québécois, notamment Louisette Dussault, Pierre Curzi, Nicole Leblanc et Robert Gravel. La troupe évolue d'abord sous la direction artistique de Gaétan Labrèche, puis celle de Jean-Pierre Ronfard, qui en prend la gouverne en 1969. Après 15 productions théâtrales, la troupe est dissoute en 1973.

### Récompenses
En 1986, lors du 35e anniversaire de la fondation du théâtre, les prix Gascon-Roux ont été créés pour récompenser l'excellence des artistes qui travaillent sur ou derrière la scène du théâtre. Ils sont remis une fois par année lors de la rentrée automnale du TNM.

### Projet de modernisation
Le Théâtre du Nouveau Monde planifie un important projet de modernisation de ses équipements scénique et de ses espaces de création de plus de 4 millions $. En août 2009, le gouvernement du Canada confirmait un appui de 2 millions $. 
Le TNM reçoit ensuite une subvention de l'ordre de 1 million de dollars du gouvernement du Québec.
Le 21 janvier 2020, un concours d'architecture est lancé afin d'obtenir différentes propositions d'agrandissement à l'intérieur d'un budget de 10,7 millions $. 
Les projets finalistes sont ceux des firmes Atelier TAG, in situ + DMA, Lemay, Pelletier de Fontenay + CGA et Saucier + Perrotte Architectes. 
Saucier + Perrotte architectes remporte finalement le concours d'architecture en 2020. 

## Fondateurs
- Jean-Louis Roux
- Jean Gascon
- Guy Hoffmann
- Georges Groulx
- Robert Gadouas
- Éloi de Grandmont
- André Gascon
- Gratien Gélinas

## Directeurs
- Jean Gascon (1951-1966)
- Jean-Louis Roux (1966-1982)
- André Pagé (1981)
- Olivier Reichenbach (1982-1992)
- Lorraine Pintal (1992-2024)[10].